# ゲイナス
ゲイナスとは、III-V族半導体であり、ガリウム・インジウム・窒素・ヒ素を用いた4元化合物半導体を指す。これらの元素記号を並べると GaInNAs となることから名付けられた。GINA(ジーナ)とも呼ばれる。
ゲイナスの用途は、通信用レーザーの発光デバイス材料である。現行の長波長通信用レーザー材料としてはGaInAsPが用いられているが、これは温度変化による波長・強度変化が大きく、通信用に使うためには発生する熱を取り除いてやるための冷却装置を必要とする。
これに対し、ゲイナスは温度特性が優れており、波長シフト等が少ない。このため、光ファイバー網での通信用レーザーの材料として期待されている。